# Stálý tlakově odolný úkryt

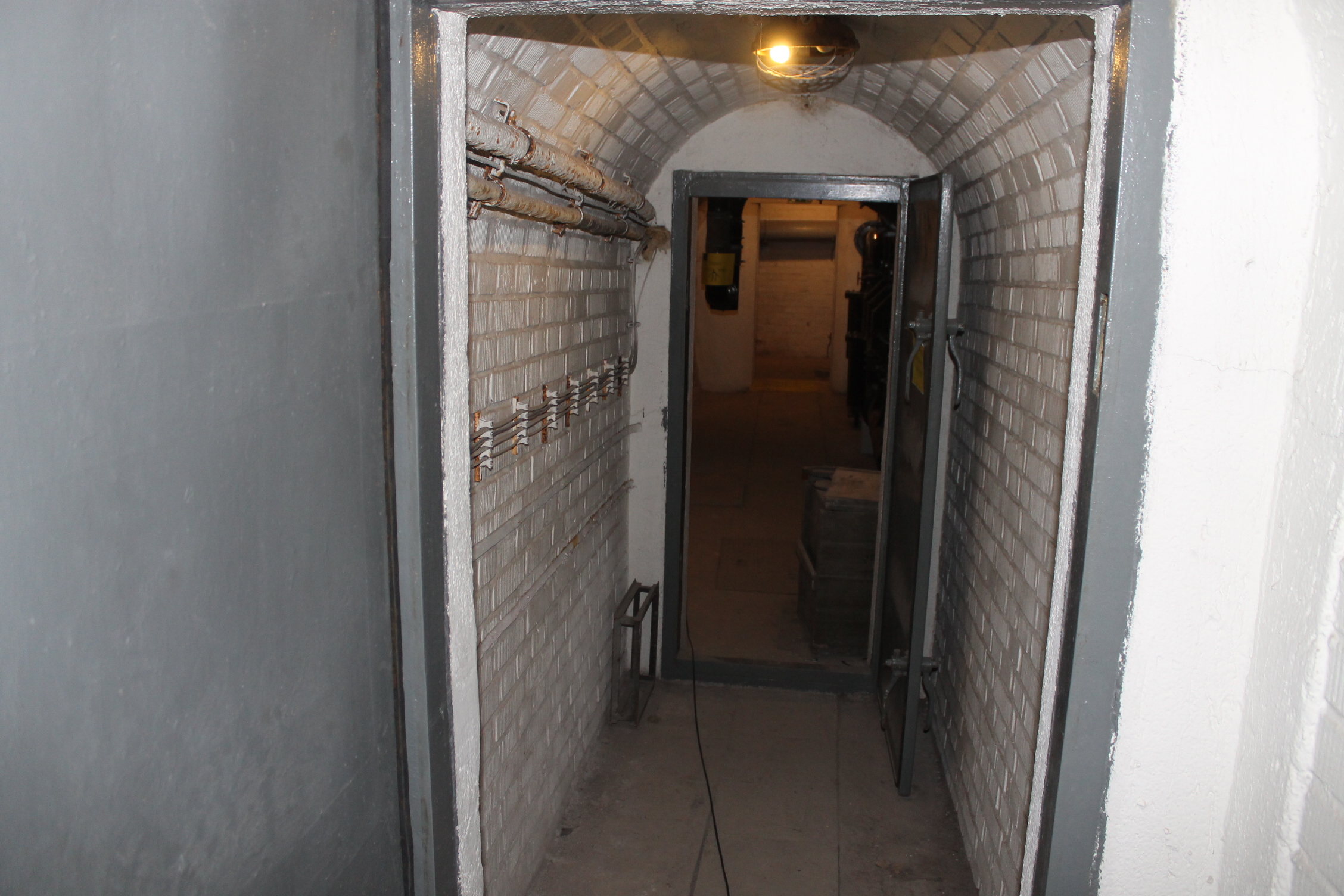
Stálý tlakově odolný úkryt 10-Z, Brno, Jižní Morava

Stálý tlakově odolný úkryt (zkráceně STOÚ) je zařízení civilní ochrany určeno ke kolektivní ochraně obyvatelstva proti účinkům zbraní hromadného ničení v případě stavu ohrožení státu a válečného stavu, postaveno jako trvalá ochranná prostora v podzemní části staveb nebo stavba samostatně stojící. Zařízení zřizuje obec, jiná právnická osoba nebo podnikající fyzická osoba na základě vyjádření hasičského záchranného sboru kraje o účelnosti zřízení zařízení civilní ochrany z hlediska potřeb zabezpečení úkolů vyplývajících z vnějšího havarijního plánu nebo havarijního plánu kraje.
Dalšími stavbami podobného účelu jsou stálé tlakově neodolné úkryty, stálé tlakově neodolné úkryty zesílené, ochranné systémy podzemních dopravních staveb a improvizované (protiradiační) úkryty. Hovorově se STOÚ říká "atomový kryt".

## Historie
Stálé úkryty byly v ČSSR budovány především v období studené války, kvůli riziku jaderné konfrontace mezi východním a západním blokem. Rozložení objektů je velmi nerovnoměrné, zohledňující pravděpodobnost napadení a početnost místní populace.
Protože prvotní doktrína civilní ochrany počítala s evakuací až 80 % městského obyvatelstva na venkov, byla většina stálých úkrytů v první polovině 50. let budována v esenciálních provozech, jež evakuovány být nemohly (objekty řízení a spojení, zbrojovky a.p.). S nahrazením dálkových bombardérů mnohem rychlejšími balistickými střelami ve druhé polovině 50. let bylo zjevné, že v případě konfliktu nebude již dostatek času k evakuaci. Reakcí orgánů CO byla výstavba velkého množství malokapacitních úkrytů.
Třetí fáze výstavby STOÚ v 80. letech reagovala především na rozrůstání měst. Posledními dozvuky této fáze bylo dokončení velkých podzemních staveb, Pražského metra - ochranný systém pražského metra zahrnuje všechny ražené stanice (zhruba úseky I.A, II. A, I.B, II.B, III.B) a tunely - a Strahovského tunelu.

## Členění

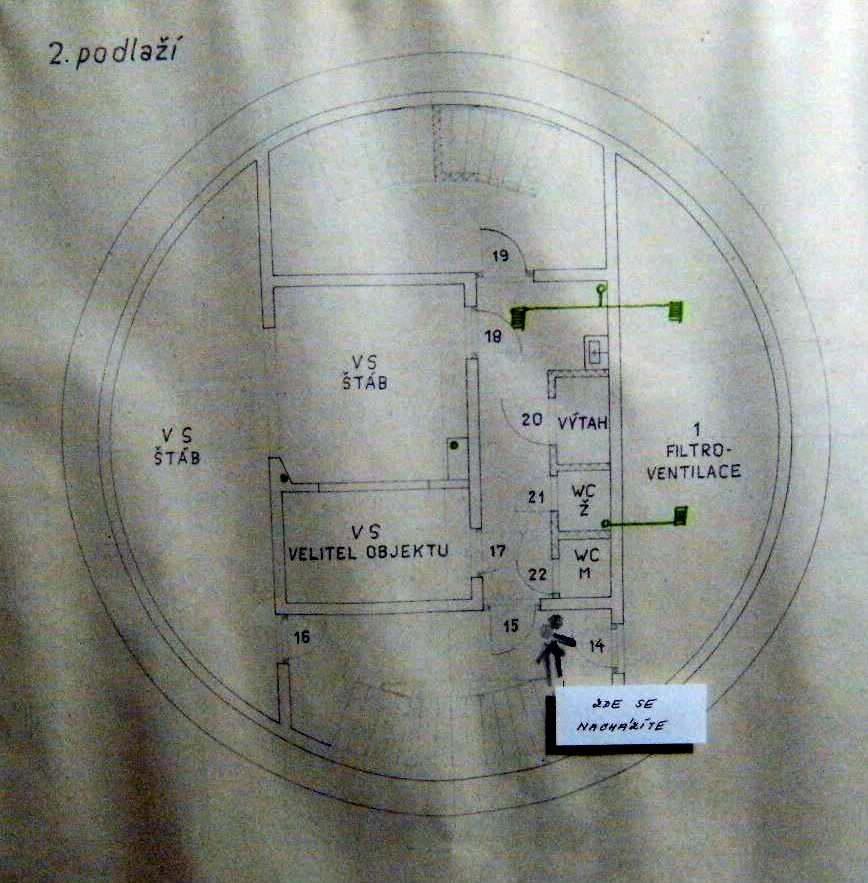
Plán jednoho ze čtyř pater STOÚ studnového typu.

STOÚ se člení podle odolnosti vůči přetlaku v čele tlakové vlny exploze.
II. třída odolnosti odolá přetlaku do 0,3 MPa. Objekty v této třídě byly budovány přibližně do poloviny 60. let XX. století, později byla třída z ekonomických důvodů zrušena a stávající objekty převedeny do III. třídy.
III. třída odolnosti odolá přetlaku do 0,2 MPa.

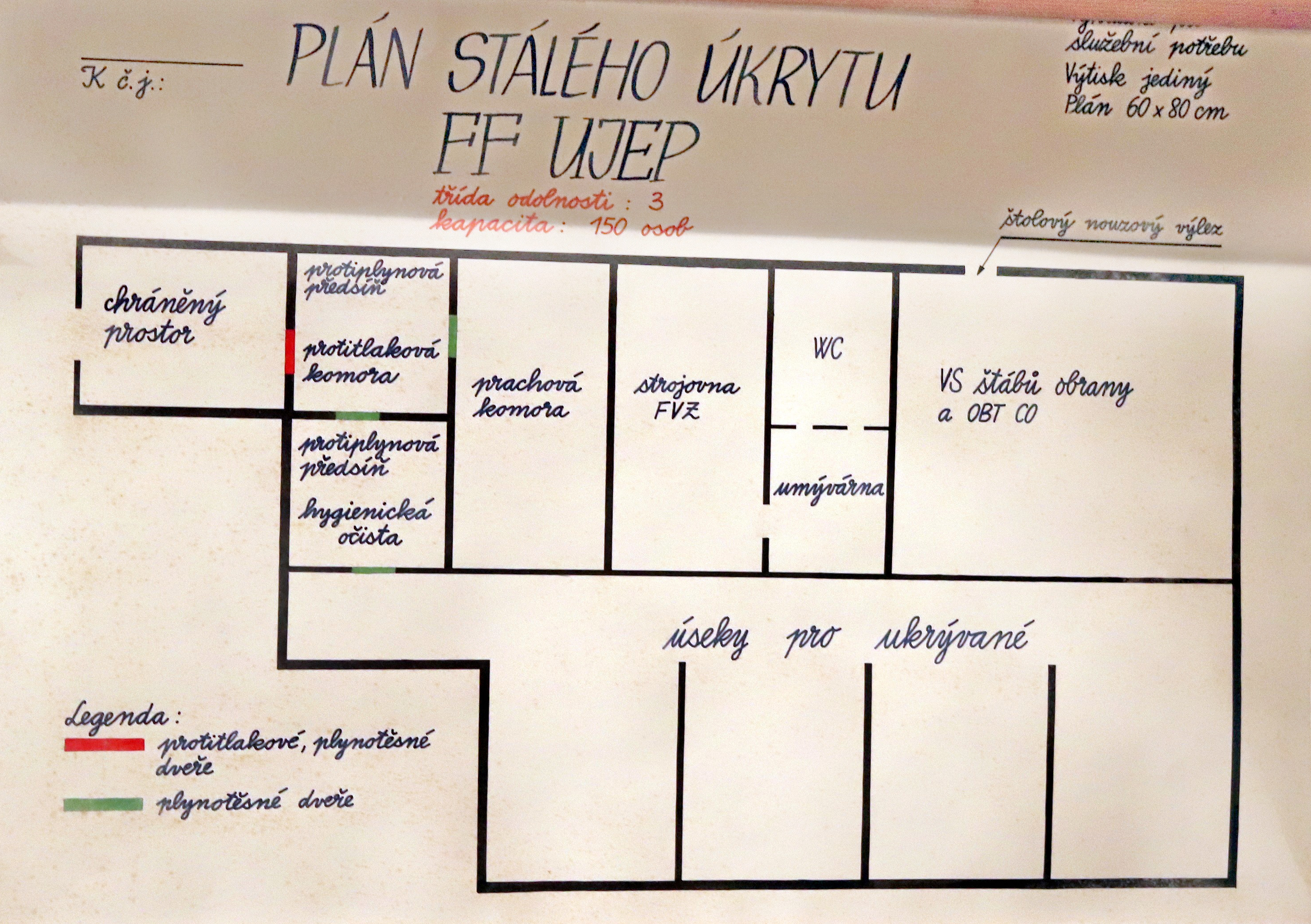
Plán vestavěného malokapacitního STOÚ.

IV. třída odolnosti odolá přetlaku do 0,1 MPa.
V. třída odolnosti odolá přetlaku do 0,05 MPa. Největší počet STOÚ na našem území spadá právě do této třídy.
Další možné členění je podle kapacity na malokapacitní (do 150 ukrývaných) a velkokapacitní, podle konstrukce na cihlový, betonový a železobetonový, podle určení na jednoúčelový a dvouúčelový - takový v době míru slouží zařízením občanské vybavenosti.
Podle umístění se STOÚ člení na:
úkryty vestavěné do jiné budovy,
úkryty samostatně stojící a
úkryty zahloubené, a to buďto štolové (vedené horizontálně) nebo studnové (hloubené vertikálně).

## Konstrukce
Prostory stálého úkrytu se rozdělují na čisté (místnosti pro ukrývané, strojovna vzduchotechniky, sociální zařízení, apod.) a nečisté (místnost prachových filtrů, protitlakové a protiplynové předsíně, apod.). Čisté od nečistých jsou odděleny plynotěsnými předěly.
Úkryt je stálým úkrytem tehdy, je-li již nyní stavebně a technologiemi vybaven k ukrytí a nepotřebuje žádné další rozsáhlejší úpravy. Proto každý stálý úkryt má svoji vzduchotechniku, případně náhradní zdroj elektrické energie, tlakově plynotěsné prvky, apod.
Obvyklé konstrukční celky a prvky jsou následující:

### Vstup
V závislosti na konkrétní dispozici objektu před jeho vstupem bývá chráněný prostor omezující tvorbu závalu troskami, případně tlakolam chránící vlastní dveře před přímými tlakovými účinky blízké exploze. Dveře (uzávěr) jsou tlakově-plynotěsné. Za nimi následuje znečistitelný prostor: Protiplynová předsíň a zařízení hygienické očisty (sprcha). Znečistitelný prostor je od čistého oddělen již pouze plynotěsnými dveřmi. Kolem vstupních dveří bývají instalovány těžké plynotěsné uzávěry, kolem vnitřních plynotěsných dveří pak lehké plynotěsné uzávěry. Jde o jednoduché zařízení umožňující regulovat rozdíl tlaku na obou stranách plynotěsných uzávěrů. Někdy bývá u vstupu domovní zvonek nebo důlní telefon pro komunikaci s osádkou objektu, je zde vyvedena hadička tlakoměru, přípojky inženýrských sítí.

### Prachová komora
PK je znečistitelná prostora obsahující prachové filtry (hrubé a jemné) a tlakový uzávěr s kovovou membránou, někdy také revizní vstup do tlakové jímky. Protože prachové filtry by se v podmínkách jaderného napadení staly ze své podstaty nejvíce zamořeným objektem a při jejich případné výměně by mohlo dojít ke kontaminaci, je prachová komora oddělena od úkrytu předsíní.

### Filtroventilační komora
Strojovna vzduchotechniky obsahuje filtroventilační zařízení (FVZ) umožňující zbavovat vnější (případně i vnitřní) vzduch škodlivin, u některých typů i upravovat jeho teplotu a vlhkost a doplňovat kyslík. Základními prvky jsou dmychadla, poháněna elektromotory nebo ručně, kolektivní filtry a rozvodné potrubí. U FVZ typu a očekávejme ještě regenerační zařízení, zbavující vzduch vydýchaného CO2 a doplňující dle potřeby čistý kyslík. To sestává z absorpčního zařízení v podobě věží plněných natronovým vápnem a kyslíkového zařízení v podobě ocelových tlakových lahví se stlačeným kyslíkem, průtokoměru a regulačního ventilu.

### Vodní a odpadové hospodářství
Zdrojem pitné i užitkové vody pro STOÚ je nádrž, sudy nebo studna doplněná čerpadly (elektrickými a ručními) a tlakovými nádobami. Hygienické zázemí představují splachovací toalety (norma požaduje max. 75 ukrývaných na jednu mísu), sprchy v dekontaminační místnosti a umývadla v umývárně. Splašky odtékají do jímky, u některých objektů osazené kalovým čerpadlem.

### Spojení
STOÚ bývaly vybaveny telefonem, rozhlasem po drátě a dálnopisem, pro případ zavalení pak měly nouzové rádiomajáky na ruční pohon. Velitelské objekty měly prostředky spojení patřičně dimenzovány.

### Strojovna záložního zdroje elektřiny
Strojovna je další ze znečistitelných prostor. Bývá rozdělena do dvou místností, v jedné je vlastní alternátor a motor, jenž jej pohání, ve druhé jsou ovládací prvky a elektroinstalace.

### Prostor pro ukrývané
Bývá členěn přepážkami na menší prostory, osazeny lavicemi.

## Předpisy a legislativa
Ukrytí obyvatelstva je, spolu s dalšími oblastmi civilní ochrany, rámcově řešeno zákonem č. 239/2000 Sb. O integrovaném záchranném systému.
Zásady postupu při poskytování úkrytů a způsob a rozsah kolektivní ochrany obyvatelstva je stanoven v současné době vyhláškou ministerstva vnitra č. 380/2002 Sb. ze dne 9. srpna 2002 k přípravě a provádění úkolů ochrany obyvatelstva.
Technické parametry požadované pro stavební a technologickou část úkrytů stanovuje norma ČSN 739010 - Navrhování a výstavba staveb civilní ochrany. Konkrétní zásady údržby, revizí a vedení dokumentace STOÚ určuje norma ČSN 739050 - Údržba stálých úkrytů civilní ochrany.